# Rannaküla (Lääne-Nigula)
Koordinaten: 59° 15′ N, 23° 39′ O
Rannaküla (deutsch Rannakülla) ist ein Dorf (estnisch küla) in der Landgemeinde Lääne-Nigula (bis 2017: Landgemeinde Nõva) im Kreis Lääne.

## Einwohnerschaft und Lage

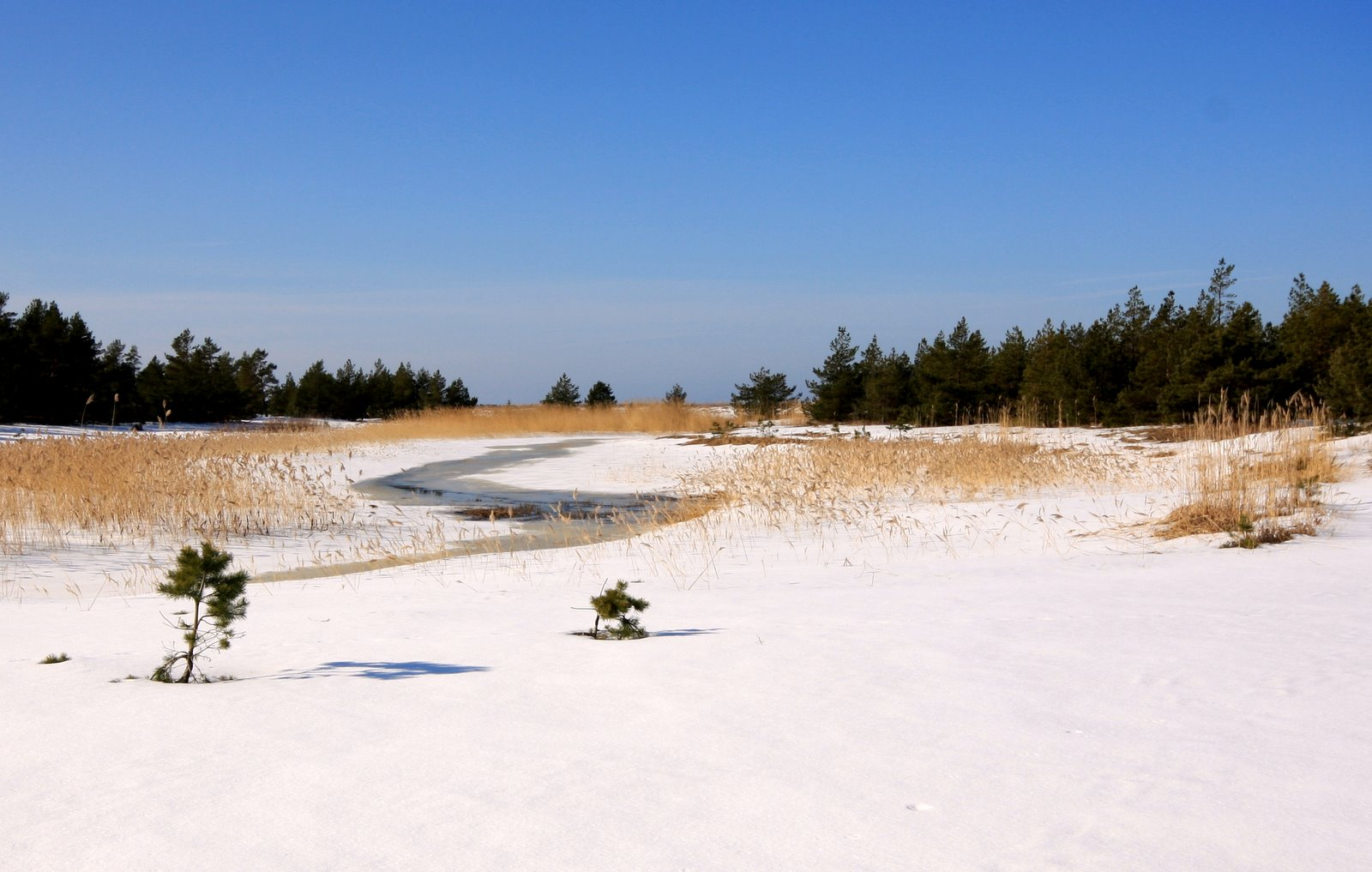
Der Fluss Nõva kurz vor seiner Mündung in die Ostsee

Der Ort liegt vierzig Kilometer nordöstlich der Landkreishauptstadt Haapsalu. Er hat 76 Einwohner (Stand 31. Dezember 2011).
Bei Rannaküla mündet der Fluss Nõva (Nõva jõgi) in die Ostsee-Bucht von Keibu (Keibu laht).
Auf der nordöstlich des Dorfkerns gelegenen Landspitze Toomanina befindet sich ein kleiner Fischerkai. Er hat eine maximale Tiefe von 1,80 m.